# Coudenberg
Coudenberg anhörenⓘ (auch: Koudenberg; Altniederländisch: kalter Hügel) ist ein kleiner Hügel in Brüssel, auf dem sich der Palast von Coudenberg befand.
Während rund 700 Jahren war das Schloss und später der Palast von Coudenberg der Sitz von Grafen, Herzögen, Erzherzögen, Königen, Kaisern und Herrschern, die von dort aus vom 12. bis zur Zerstörung des Palastes im 18. Jahrhundert über das Herzogtum Brabant herrschten.
Heute können die archäologischen Fundamente des Palastes besucht werden.

## Geschichte

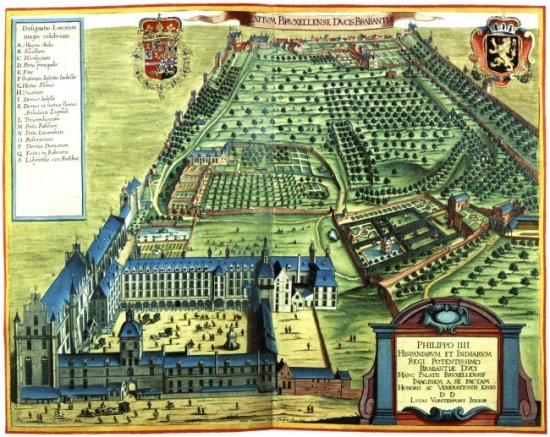
L. Vorsterman der Jüngere, Der Palast und seine Gärten im Jahre 1659

Gegen 1100 errichteten die Grafen von Löwen auf dem Hügel von Coudenberg eine Festung, von der aus sie Brüssel beherrschten.
Brüssel und das Schloss Coudenberg gewannen im Zuge der Errichtung des Herzogtums Brabant an Bedeutung. Während des Baus der ersten Befestigungsanlagen von Brüssel wurde das Schloss von ihnen eingeschlossen und diente fortan auch der Verteidigung der Stadt.
Trotz dieser Befestigungsanlage gelang es im Jahre 1356 dem Grafen Ludwig II, die Stadt einzunehmen. Im Jahre 1365 wagte Everard ’t Serclaes einen erfolgreichen Befreiungsversuch. Unter der Führung der Herzöge Johanna und Wenzel I. wurde daraufhin die zweite Stadtmauer von Brüssel errichtet, die auch die umliegenden Felder und Überbauungen einschließt. Das Schloss, das sich nun in einiger Entfernung von der neuen Stadtmauer befand, verlor seine Verteidigungsfunktion und verwandelte sich zunehmend in einen Residenzpalast.
Im Jahre 1430 wurde das Herzogtum Brabant vom Haus Burgund besetzt. Philipp III. ließ den Palast ausbauen, den Park verschönern und die Aula Magna erbauen. In der Aula Magna wurden im Jahre 1465 erstmals die Generalstaaten einberufen. Im selben Saal wurde 1515 Karl V. für mündig erklärt und rund 40 Jahre später verzichtete er am selben Ort zugunsten seines Sohnes Philipp II. auf den spanischen Thron.
Während seiner Regierungszeit ließ Karl V. vor dem Palast die place des Bailles einrichten und Galerien sowie Räume im Stil der Renaissance einrichten. Ferner errichtete er die Grand chapelle (Große Kapelle) im Angedenken an seine Eltern im gotischen Stil. In der Kapelle wurde der Tresor des Ordens vom Goldenen Vlies aufbewahrt.

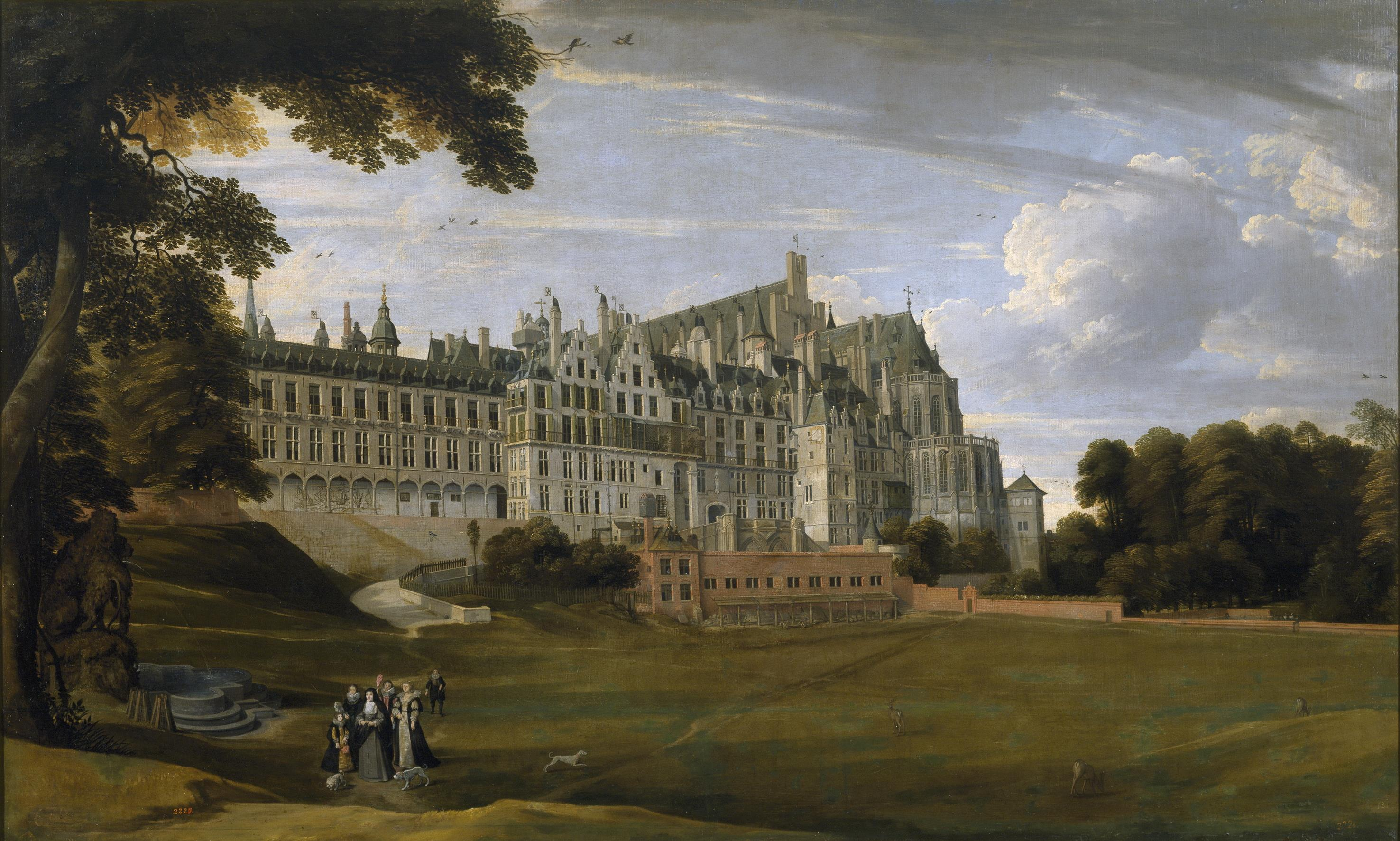
Jan Brueghel der Jüngere, Der Koudenberg-Palast, 1627, Museo del Prado

Im 17. Jahrhundert während der Zeit der Spanischen Niederlande wurden am Palast weitere Ausbauarbeiten durchgeführt. Die Erzherzöge Albrecht VII. von Österreich und Isabella Clara Eugenia von Spanien restaurierten die Prunkstücke des Palastes, die Gebäude und Wohnräume sowie die Gärten. An diesen Arbeiten beteiligten sich zahlreiche namhafte Künstler, wie beispielsweise Jan Brueghel der Ältere und Peter Paul Rubens.
Während der Zeit der Österreichischen Niederlande wurde der Palast von Maria Elisabeth von Österreich bewohnt. In der Nacht vom 3. auf den 4. Februar 1731 brach ein Feuer aus und sie konnte sich nur mit Glück retten. Die Löscharbeiten wurden durch mangelnde Wasserzufuhr erschwert und der Palast wurde durch das Feuer beinahe vollständig zerstört. Für einen Wiederaufbau reichte das Geld nicht. 
Erst im Jahre 1774 wurde am selben Ort anstelle des Palastes durch Karl Alexander von Lothringen der Königliche Platz und anstelle der Gärten der  Königliche Park von Brüssel, auch Warandepark genannt, errichtet. Die wenigen Gebäudeteile, die den verheerenden Brand von 1731 einigermaßen überstanden hatten, wurde schließlich nach 1775 ebenfalls abgerissen. Das waren im Wesentlichen die Aula Magna und die Hofkapelle. Ursache des Abrisses war, dass der Architekturstil nicht mehr dem Geschmack der damaligen Zeit entsprach. Lediglich die unterirdischen Räume des Schlosses blieben erhalten und dienten teils im Anschluss als Kellerräume für die darüber errichteten Neubauten. Die alte Kirche St. Jakob auf dem Koudenberg wurde durch eine im neo-klassizistischen Stil entworfene Klosterkirche (Sint-Jacob op de Koudenberg / Saint-Jacques-sur-Coudenberg) ersetzt. Die Kirche ist noch heute am Koningsplein zu besichtigen.

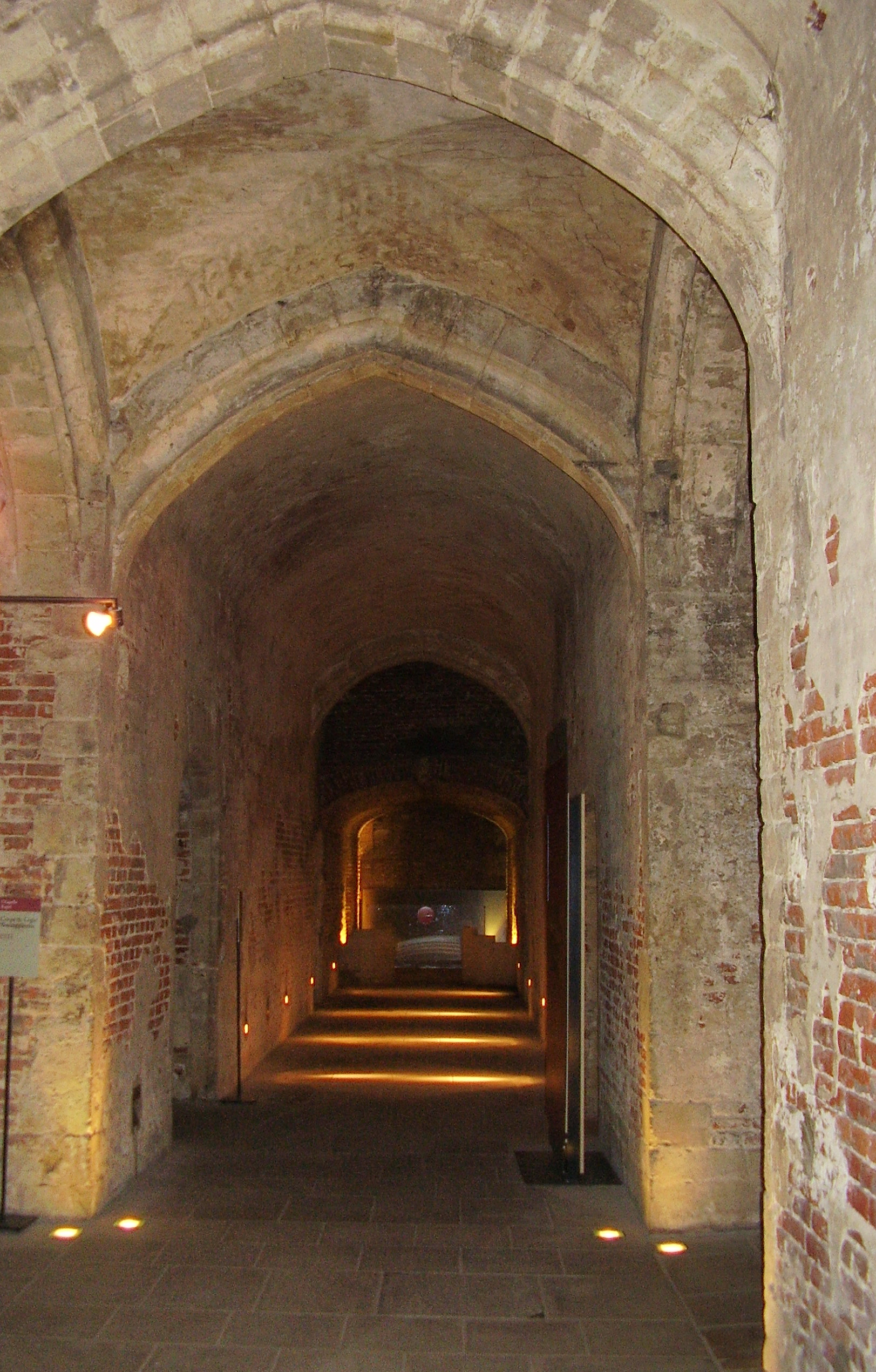
Restaurierter Gang im Keller unter der ehemaligen Kapelle

## Archäologische Ausgrabungen
Im Zuge der Zerstörung der Ruinen wurden Teile des ehemaligen Palastes für den Aufbau der neuen Gebäude wiederverwendet – beispielsweise als Fundamente und Keller.
Von 1985 bis 1987 fanden die ersten archäologischen Ausgrabungen unter der Leitung der Flämischen Gemeinschaft statt. Weitere Ausgrabungen folgten von 1995 bis 2000 unter der Leitung der Société royale d’Archéologie de Bruxelles. Diese Ausgrabungen können besichtigt werden. Die Ausgrabungsstätte ist mit dem Europäischen Kulturerbe-Siegel ausgezeichnet worden.

## Nachweise
1. ↑  Sint-Jacob op de Koudenberg / Saint-Jacques-sur-Coudenberg: emporis.com/building
2. ↑  Abdijkerk Sint-Jacob op de Koudenbergkerk bei: gcatholic.org

Koordinaten: 50° 50′ 33,5″ N, 4° 21′ 36,3″ O